# Albínové z Helfenburka

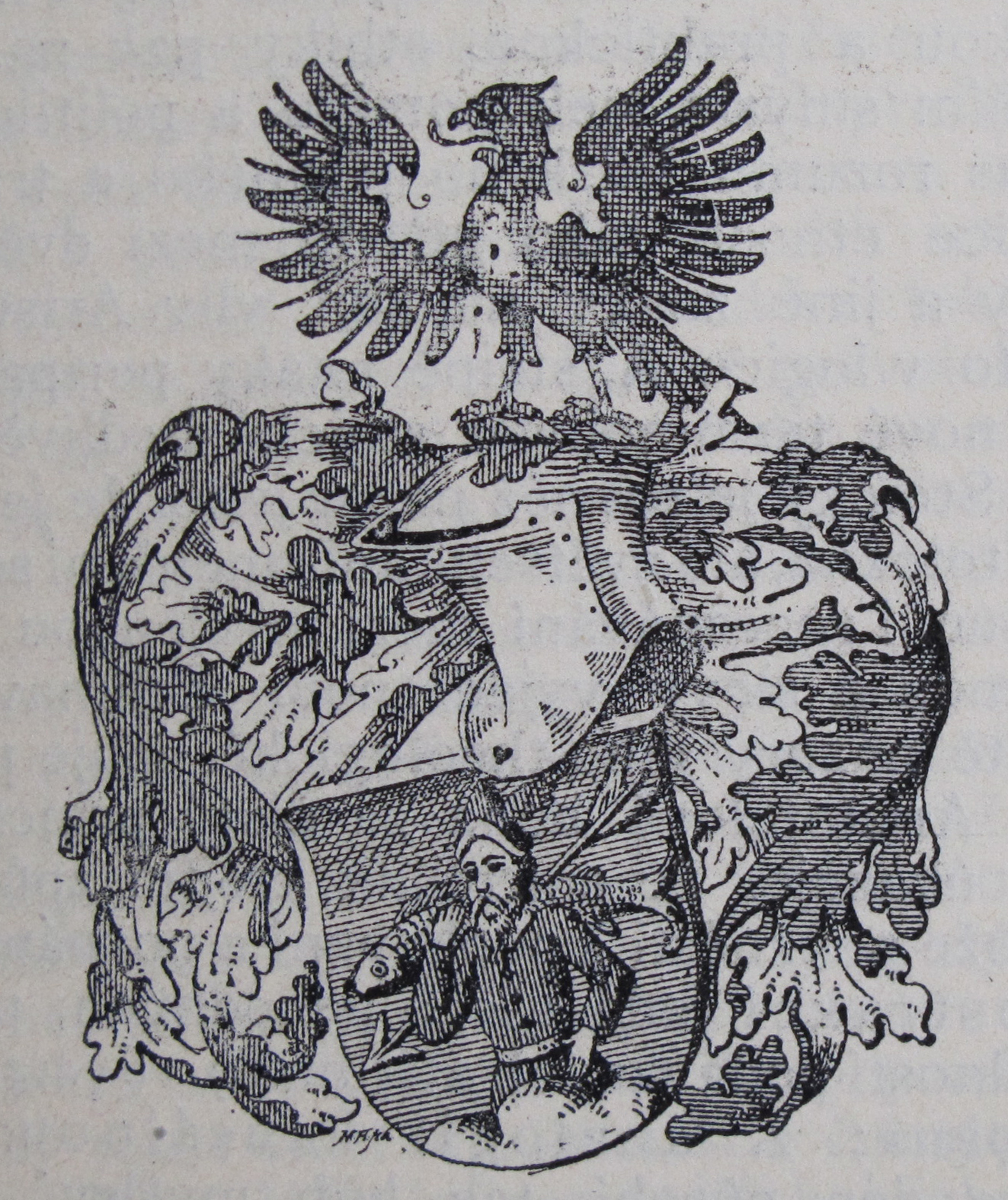
Rodový erb

Albínové z Helfenburka byli vladyckým rodem, který většinou sloužil Rožmberkům.

## Historie
Rod Albínů z Helfenburka působil po celou svojí historii ve službách Rožmberků. Rod založil Václav Albín z Helfenburka, který v roce 1522 vstoupil do rožmberských služeb a poté, co se stal kancléřem Rožmberků, byl spolu se svými syny Tomášem a Janem povýšen do šlechtického stavu. V roce 1571 Václav z kancléřské funkce odstoupil a o šest let později zemřel. Jeho první syn Tomáš Albín z Helfenburka sloužil Vilémovi z Rožmberka, kterého doprovázel na cestách a byl jím vysílán i na diplomatické mise. Po smrti své manželky vstoupil do duchovního stavu, poté co vystřídal řadu církevních funkcí, byl roku 1574 zvolen olomouckým biskupem. Již v roce 1575 však zemřel. Druhý Václavův syn Jan Albín z Helfenburka byl též jedním z dalších úředníků Viléma z Rožmberka, později působil jako hejtman na Helfenštejně. Tomáš měl několik dětí, syn Václav zastával funkci probošta ve Staré Boleslavi, později děkana na Vyšehradě, Kryštof se věnoval malířství, dcera Magdalena se provdala za rožmberského dvořana a Žofie byla abatyše svatojiřského kláštere v Praze. Rod vymřel kolem roku 1630.

## Erb
V modrého štítu je zobrazen muž stojící za šedým pahorkem, na rameni drží rybu, která je prostřelena šípem.